# John Graham Chambers
John Graham Chambers est un sportif gallois né le 12 février 1843 à Llanelli dans le Carmarthenshire et mort le 4 mars 1883 à Londres.

## Biographie
Il est à l'origine des règles du Marquis de Queensberry qui vont codifier la boxe anglaise à partir de la fin du XIXe siècle. Chambers rédige en effet en 1867 un ensemble de règles qui font référence dans la discipline, aidé en cela par l'appui du Marquis de Queensberry qui contribue par sa notoriété à faire connaitre et progressivement appliquer ces recommandations. 
C'est notamment grâce à ce règlement qu'apparait le port de gants de boxe ; l'instauration de rounds de 3 minutes et le compte de 10 secondes d'un boxeur mis à terre par son adversaire afin qu'il puisse récupérer et éventuellement reprendre le combat s'il en a la capacité.

## Distinction
John Graham Chambers est membre de l'International Boxing Hall of Fame depuis sa création en 1990.